# Express Werke
Die Express Werke AG in Neumarkt in der Oberpfalz bauten von 1884 bis 1959 Fahrräder und Motorräder mit Einbaumotoren verschiedener Hersteller sowie Automobile.

## Geschichte

### Vorgeschichte und Gründung
Das im Jahr 1813 erlassene Bayerische Judenedikt und der 1861 folgende Landtagsabschied erlaubten es den bayerischen Juden, Grundbesitz zu erwerben und Gewerbe zu betreiben. So konnte die in Sulzbürg im Judenschutz lebende Familie Goldschmidt ein Anwesen in der nahe gelegenen Stadt Neumarkt in der Oberpfalz am Oberen Markt 11 kaufen. Dort eröffnete Simon Goldschmidt 1864 mit seinem Sohn Joseph ein Eisenwarengeschäft mit dem Namen „S. Goldschmidt & Sohn“, das später um eine „Herd- und Ofenfabrik“ erweitert wurde.

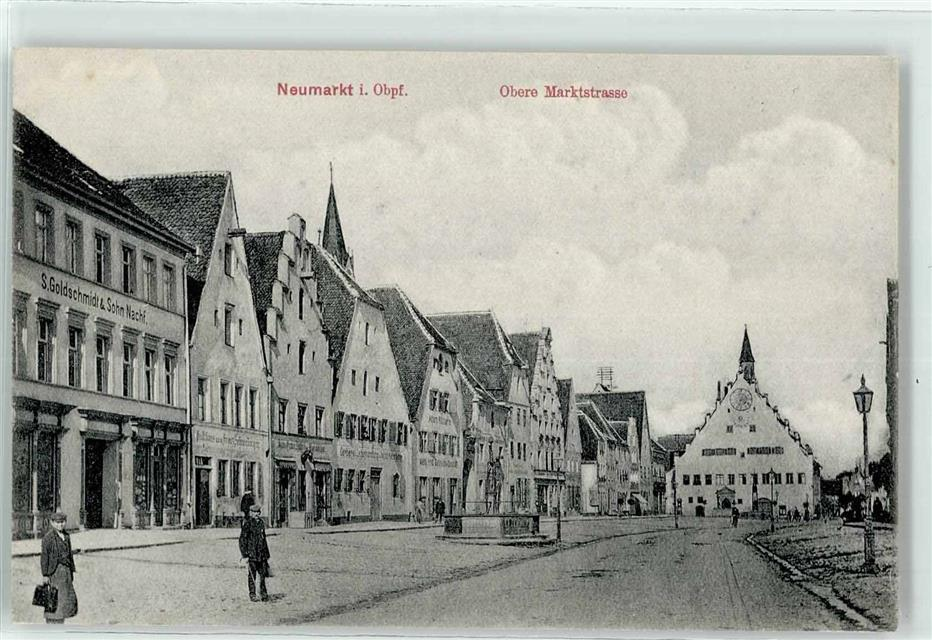
Obere Marktstraße in Neumarkt i. d. OPf um 1910 mit dem Anwesen von Goldschmidt

 Nach dem Tod von Simon Goldschmidt im Jahr 1872 übernahmen die Brüder Joseph und Adolf die Leitung des Geschäfts. In diesem Betrieb begann 1877 Carl Marschütz, ein Sohn eines jüdischen Lehrers aus Burghaslach, eine kaufmännische Lehre. Marschütz begeisterte sich für Entwicklung und Bau eines Velozipeds (Fahrrad) und ließ sich von drei Neumarkter Handwerkern ein Veloziped nach seinen Vorstellungen anfertigen. Im Jahr 1881 begegnete er einem englischen Radfahrer, der mit seinem Hochrad auf einer Reise von London nach Wien Rast in Neumarkt machte. Dabei gelang es Marschütz, eine Probefahrt zu machen, was ihm zwar wegen seiner für das Hochrad zu kurzen Beine Probleme bereitete, seine Begeisterung für das neue Fortbewegungsmittel aber weiter steigerte. Ein Jahr später lernte er auf einer Bayerischen Landesausstellung den Mechaniker Eduard Pirzer kennen, der bereits Erfahrungen in der Montage von Hochrädern hatte, und brachte ihn mit Joseph Goldschmidt zusammen, um ihn als Geldgeber für eine eigene Fahrradproduktion zu gewinnen. Durch die Zustimmung von Goldschmidt konnte 1883 die Entwicklung der Neumarkter Fahrradproduktion in der Kochherd-Fabrik beginnen.
In der Folge wurde am 12. Januar 1884 unter dem Namen „Velocipedfabrik Goldschmidt & Pirzer“ eine der ersten Fahrradfabriken Deutschlands gegründet. Die vom Unternehmen zu Werbezwecken häufig verwendete Formulierung „Älteste Fahrradfabrik des Kontinents“ ist allerdings kaum haltbar, da bereits ab etwa 1870 einige kleinere Fahrradfabriken in größeren deutschen Städten entstanden waren.

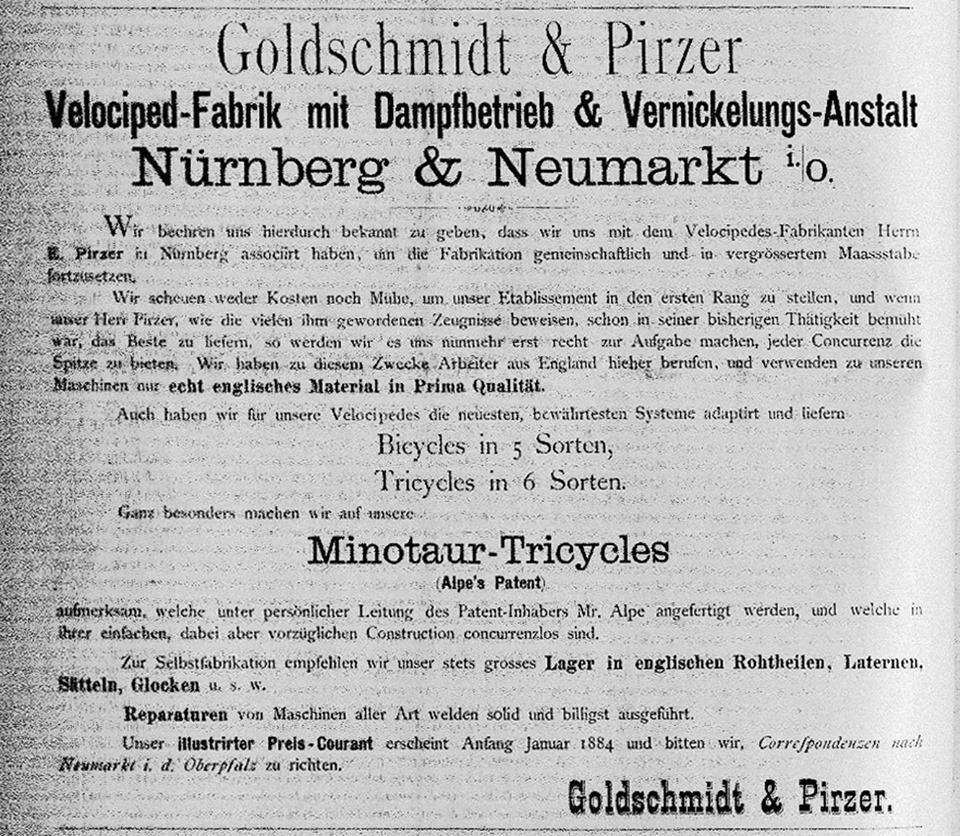
Erste Anzeige der Velocipedes-Fabrik Goldschmidt & Pirzer

### Aufbau und Erweiterung
Zum Zeitpunkt der Unternehmensgründung war die Fahrradindustrie in England, verglichen mit den Entwicklungen in Deutschland, bereits weit fortgeschritten. Daher beschäftigte der Betrieb zur Herstellung der Räder Arbeiter aus England, die das notwendige Wissen mitbrachten, und bezog zum Bau „echt englisches Material in Prima Qualität“, wie es in einer Anzeige aus dem Jahr 1884 steht. Aufgrund des sich gut entwickelnden Umsatzes erwarben die Brüder Joseph und Adolf Goldschmidt im Juli 1884 ein Grundstück zwischen Ingolstädter Straße und Bahnhofstraße, auf dem ein neues Fabrikgebäude errichtet wurde. In diesem Zuge entstand auch eine Verbindung zwischen den beiden Straßen, die heutige Holzgartenstraße, die als Firmenanschrift dienen sollte.
Wegen der stetig steigenden Produktion an Fahrrädern wurden die Produktionsstätten in den nächsten Jahren mehrfach erweitert.

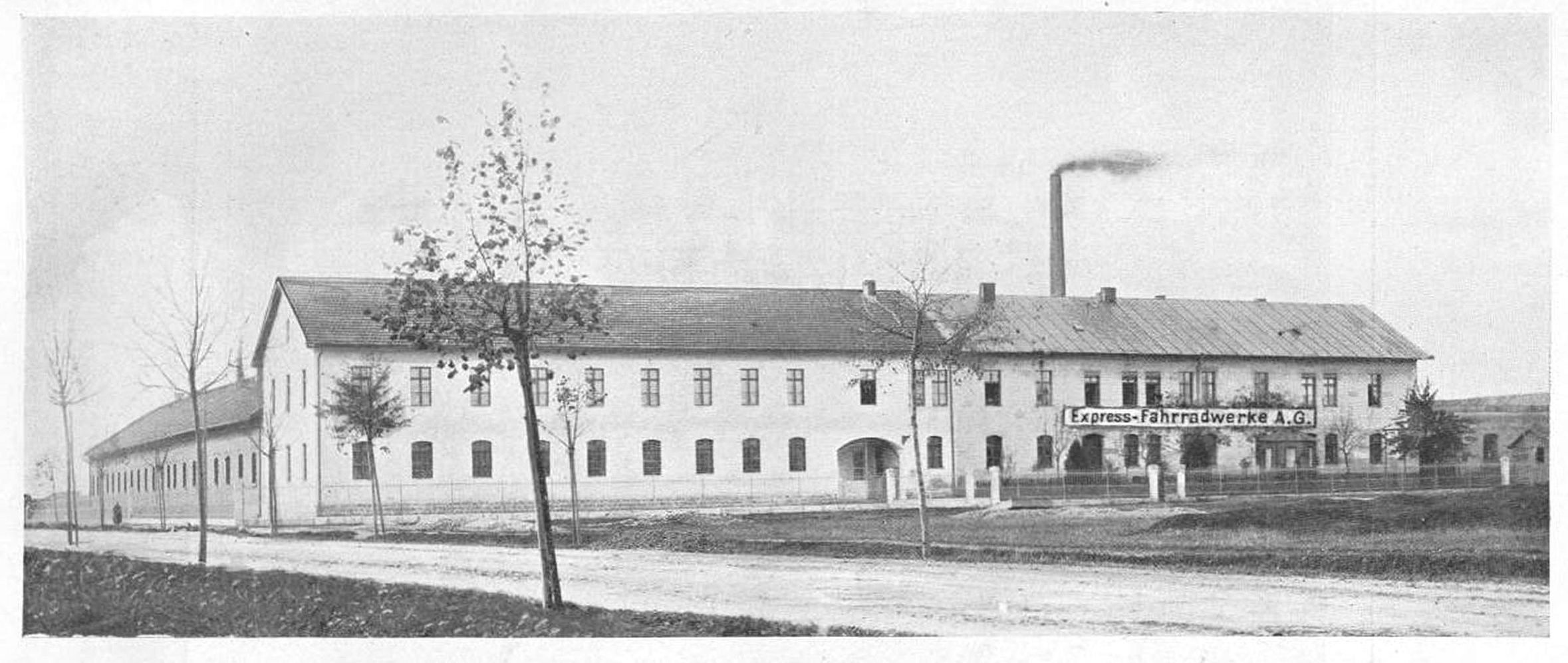
Express-Fahrradwerke Neumarkt um 1898. Blick von der Ingolstädter Straße auf das Werk.

### Ausscheiden der Gründer
Im Jahr 1886 wurde Carl Marschütz die Leitung der Nürnberger Filiale übertragen. Dieser Aufgabe ging er aber nicht lange nach. Er gründete im gleichen Jahr in Nürnberg die Firma „Carl Marschütz & Co“, aus der später die Hercules Werke hervorgingen.
Am 22. Dezember 1887 schied Eduard Pirzer als Gesellschafter aus dem Unternehmen aus, um mit seinem Bruder Franz-Xaver in München die „Monachiafahrradwerke Gebr. Pirzer“ zu gründen. Dadurch änderte sich der Name des Betriebs in „Velociped-Fabrik Neumarkt Gebrüder Goldschmidt“.
Im Juli 1888 kam es zu einem großen Brand der Produktionshalle. Von der Fabrikhalle standen danach nur die Umfassungsmauern, die Einrichtung war weitgehend zerstört. Obwohl unmittelbar mit den Wiederaufbauarbeiten begonnen wurde, dauerte es bis zum Frühjahr 1889, bis die Fertigung wieder im vollen Umfang lief.
1892 vereinbarten die Brüder Joseph und Adolf Goldschmidt, ihre Produktionszweige zu trennen. Das Anwesen am Oberen Markt 11 wurde auf Adolf Goldschmidt umgeschrieben, der dort die Kochherd-Fabrik und den Eisenwarenhandel unter dem Namen „S. Goldschmidt & Sohn“ weiterführte. Joseph Goldschmidt übernahm die Fahrradfabrik in der Holzgartenstraße und ließ den Firmennamen bestehen.
Als am 22. November 1896 Joseph Goldschmidt starb, übernahmen seine Witwe Bertha und sein Sohn Jacob das Unternehmen und wandelten es 1897 in eine Aktiengesellschaft um. Jakob Goldschmidt wurde zum Direktor der „Express Fahrradwerke, Aktiengesellschaft vorm. Velocipedfarbik Neumarkt“.
Zur gleichen Zeit wurde in Berlin eine Zweigniederlassung eröffnet, um dort die Geschäftskontakte zu erweitern.

### Die erste Krise
Am Ende des 19. Jahrhunderts kam es zur ersten großen Krise im Fahrradmarkt. Verursacht war sie unter anderem durch ein zu schnelles Wachstum der Fahrradbranche, in der in den Jahren zuvor immer mehr kleinere und mittlere Fahrradbetriebe entstanden waren, die am Fahrradboom teilhaben wollten. Dadurch entstand ein Überangebot am Markt mit einhergehendem Preisverfall. Die Anzahl der produzierten Fahrräder des Unternehmens sank von 4700 Stück im Jahr 1898 auf 600 Stück im Jahr 1901. Erschwerend kam für die Express-Werke hinzu, dass kurz vor dem Ausbruch der Krise der Mitarbeiterbestand noch ausgeweitet und eine hohe Investition in die Produktionsanlagen getätigt wurde. Die Folge war, dass über die Hälfte des Personals entlassen werden musste.

Fahrradproduktion der Express-Werke von 1884 bis 1908.

### Beginn der Motorisierung

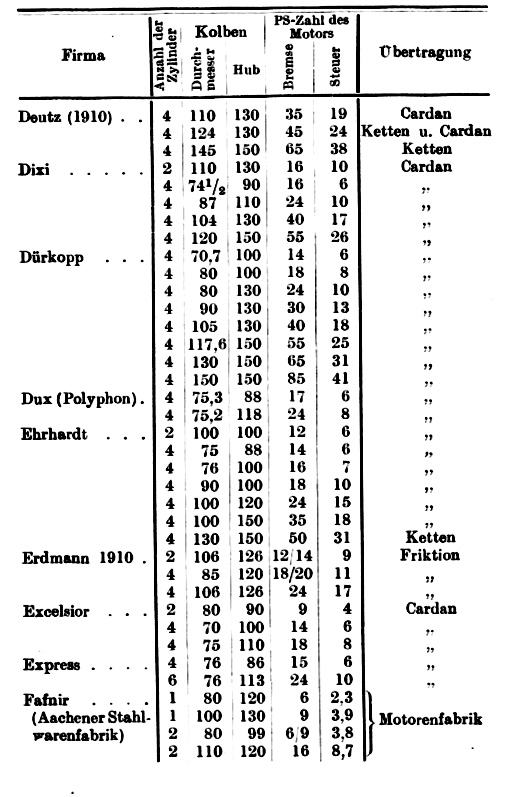
Express Werke: technische Daten des Vierzylindermotors und des Sechszylindermotors der Express Automobile von 1909 bis 1910

Die Geschäftsleitung bemühte sich, den Umsatzrückgang durch die Einführung anderer Produkte zu kompensieren. Im Frühjahr 1899 wurde bekannt, dass Express mit der Entwicklung und dem Bau von motorisierten Fahrzeugen begonnen hatte. Zu dieser Zeit zeichnete sich am Markt bereits eine entsprechende Entwicklung ab, die mit dem Benz Patent-Motorwagen Nummer 1 schon 1886 begonnen hatte. Erste motorisierte Produkte der Express-Werke waren Dreiräder und kleine, vierräderige Motorwagen. Später kamen auch Motorfahrräder, Personen- und Lastkraftwagen dazu.
Um auch Kompetenzen im Fahrzeugbau mit Elektromotoren zu bekommen, erwarben die Express-Werke die Berliner Vulkan-Automobilgesellschaft einschließlich dem Recht, alle für Vulkan lizenzierten Patente zu nutzen. Dieser Vorgang steht in Zusammenhang mit der Gründung der Zweigniederlassung in Berlin, da dort gleichzeitig auch eine Werkstatt zur Reparatur der Automobile entstand. In Berlin stellte Express elektrisch betriebene Personen- und Lastautos bis 5 t Nutzlast her, die den benzingetriebenen Modellen aus Neumarkt sehr ähnelten.

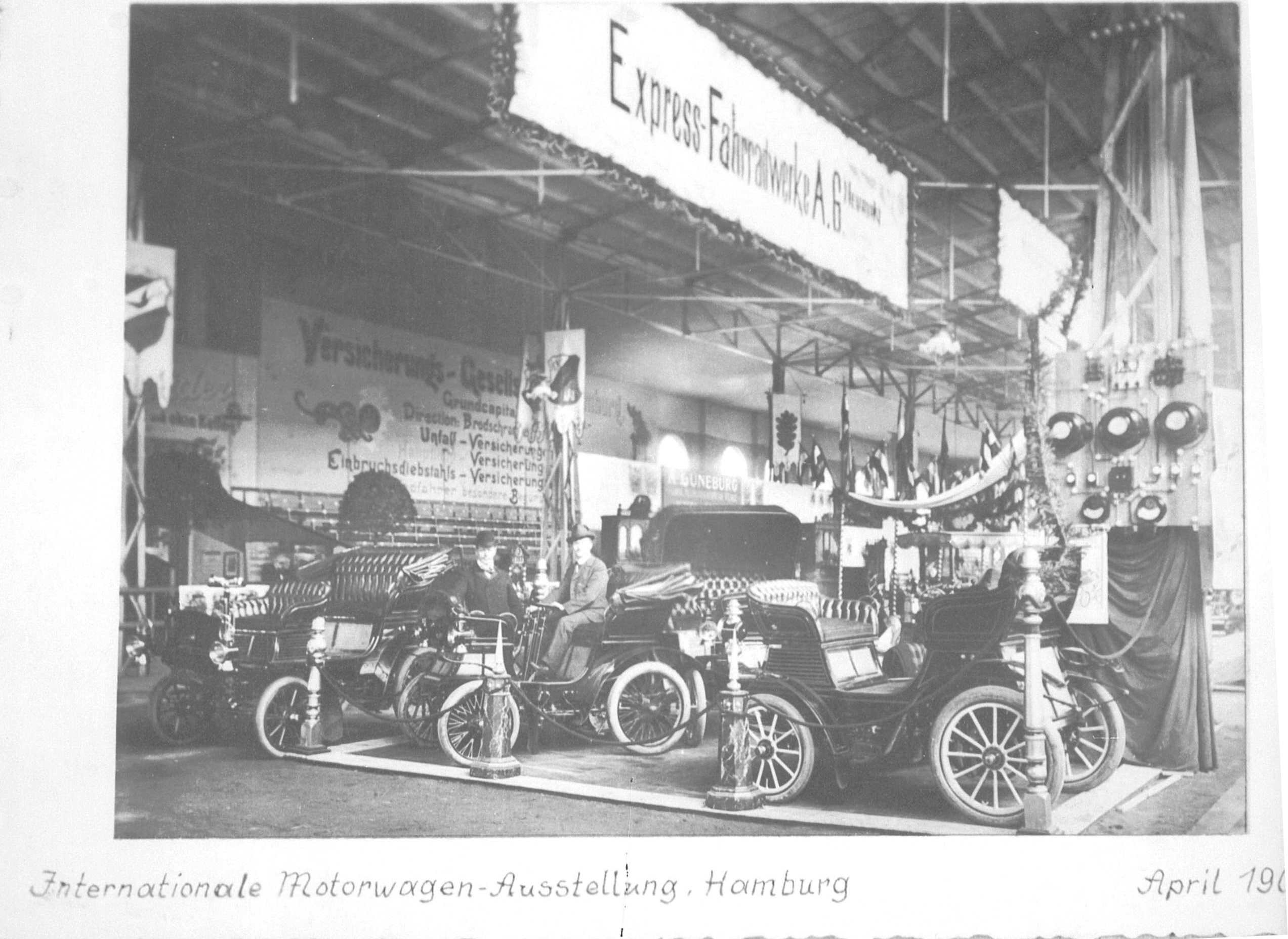
Messestand der Express-Fahrradwerke A.G. auf der internationalen Motorwagenausstellung in Hamburg 1902

Die Fertigung von motorisierten Fahrzeugen nahm bis 1905 einen Großteil der Produktionskapazität ein, wurde aber bereits 1907 wegen mangelnden wirtschaftlichen Erfolgs eingestellt. Dadurch konnte sich das Unternehmen wieder stärker dem Fahrradmarkt widmen, der sich durch die Einführung der Sicherheitsniederräder mit Luftreifen sehr dynamisch entwickelte.
1909 wurde die Produktion von motorisierten Fahrzeugen vorübergehend wieder aufgenommen. Diesmal erhielten die Fahrzeuge wahlweise einen Vierzylinder- oder Sechszylindermotor von Fafnir aus Aachen.  Der Vierzylindermotor hatte einen Hubraum von 1560 cm³ mit einer Bohrung von 76 mm und einem Hub von 86 mm und leistete 15 PS. Der Sechszylindermotor hatte einen Hubraum von 3075 cm³ mit einer Bohrung von 76 mm und einem Hub von 113 mm und leistete 24 PS. 1910 wurde die Herstellung von Automobilen endgültig eingestellt.
In den folgenden Jahren konnte die Produktion von Fahrrädern deutlich gesteigert werden und erreichte im Jahr 1908 den Wert von 16.800 Stück.

### Erster Weltkrieg
Ab ca. 1912 wurden Fahrräder für Militärzwecke gefertigt, darunter auch zusammenlegbare Armee-Klappräder, die in Tornistern transportiert werden konnten. Wie bei anderen Unternehmen der Zweiradindustrie ebenfalls üblich, waren die Express-Werke zu dieser Zeit auch als Rüstungsbetrieb tätig und machten während des Ersten Weltkriegs einen Großteil des Umsatzes mit dem deutschen Heer.
Bereits ab dem ersten Kriegsjahr wird berichtet, dass im Betrieb auch Kriegsgefangene als Arbeiter tätig waren.

### Wiederaufnahme der Produktion von Kleinkrafträdern
Nach dem Krieg fertigten die Express-Werke weiterhin Fahrräder, erkannten aber gleichzeitig den Trend zu Kleinkrafträdern, der durch den Wegfall der Führerscheinpflicht entstanden war. Angeregt von dem Angebot an verschiedenen Einbaumotoren von Fichtel & Sachs entschied die Leitung den Wiedereinstieg in die Produktion von Motorfahrrädern. So begann 1930 die Herstellung des Modells „Express S“ mit 74-cm³-Sachs-Motor, der in einen angepassten und verstärkten Fahrradrahmen eingebaut wurde. Von diesem Modell wurden als Variante mit der Bezeichnung „Express SD“ für Damen und „Express ST“ als Transportrad zwei weitere Ausführungen gefertigt. Mit dem Modell K 100 kam 1935 eines der ersten Kleinkrafträder mit Kickstarter auf den Markt.
Durch den Einstieg in die Fertigung von Kleinkrafträdern gelten die Express-Werke als Teil der Nürnberger Motorradindustrie.
Bis zur kriegsbedingten Produktionseinstellung im Jahr 1939 entstanden insgesamt 18 verschiedene Motorfahrräder und Leichtkrafträder, die von den Express-Werken entweder konfektioniert oder, wie beim Modell Saxonette, in Lizenzfertigung hergestellt wurden.
Der Absatz entwickelte sich gut, denn es wird berichtet, dass bis zum Beginn des Zweiten Weltkriegs etwa 150.000 Kleinkrafträder produziert wurden.

### Die Express-Werke während der Zeit des Nationalsozialismus

Aktie über 1000 RM der Expresswerke AG vom Dezember 1941

Nach der Machtergreifung durch die Nationalsozialisten wurden die Express-Werke zum Rüstungsbetrieb umfunktioniert und die Partei mit der Firmenleitung eng verflochten. Im Jahr 1938 änderten sich durch die „Arisierung“ die geschäftlichen Grundlagen des Betriebs durch Änderung der Aktienmajorität: Der bisherige Aktionär, das Bankhaus Gebrüder Arnhold, wurde von der Dresdner Bank übernommen.
Bei einem Angriff der amerikanischen Luftwaffe auf den Neumarker Bahnhof am 23. Februar 1945 wurde auch das Betriebsgelände der Express-Werke stark in Mitleidenschaft gezogen. Bei einem zweiten Luftangriff am 11. April 1945 fiel erneut eine Bombe auf die schon zerstörten Express-Werke.

### Wiederaufbau und Beginn der Motorproduktion
Nach Kriegsende kehrten viele ehemalige Mitarbeiter an ihre Arbeitsstätte zurück, um sich am Wiederaufbau des Betriebs und an der Instandsetzung der Produktionsanlagen zu beteiligen. Ab dem Frühjahr 1947 konnten wieder Fahrräder gebaut werden. Größtes Hindernis dabei war die mangelhafte Versorgung mit Rohmaterialien und Bauteilen für die Produktion. Ein Jahr später begann die Produktion von Kleinkrafträdern und die Vorbereitung der Motorradproduktion. 1950 konnte erstmals wieder das Produktsortiment auf der Internationalen Automobilausstellung in Frankfurt präsentiert werden. Neben den bereits vor dem Krieg produzierten Kleinkrafträdern SL und SDL wurde eine neue Motorrad-Modellreihe mit der Bezeichnung „Radex“ eingeführt, die den steigenden Bedarf an stärkeren und schwereren Motorrädern abdecken sollte.
Aufgrund der hervorragenden Entwicklung bei den Verkaufszahlen der Motorräder entschied sich das Unternehmen, eigene Mopedmotoren zu entwickeln, die in der neuen Produktlinie „Radexi“ eingesetzt werden sollten. Der erste so entwickelte Motor trug die Bezeichnung M 52 und kam erstmals beim Modell „Radexi I“ im Jahr 1953 zum Einsatz. Ursprünglich war er nur mit einem 1-Gang-Getriebe lieferbar, wurde ein Jahr später gegen Aufpreis aber auch mit einem 2-Gang-Getriebe angeboten. Das kurz danach erschienene Nachfolgemodell M 53 hatte einen Pedalstarter, mit dem das Moped im Stand gestartet werden konnte. Außerdem gab es einen Umschalthebel für den Fahrradbetrieb, der das Getriebe abschaltete und den ausschließlichen Antrieb des Zweirads mit den Pedalen erlaubte. Im Jahr 1958 folgte der Motor M 54 mit einem 3-Gang Getriebe.
Die Express-Motoren M 52 und M 53 wurden auch in Lizenz in Dänemark von Estlander Motors hergestellt und zahlreiche Moped-Produzenten aus Schweden, Finnland, Italien und Niederlande nutzten sie für eigene Modelle.

### Niedergang der deutschen Zweiradindustrie
Ab Mitte der 1950er Jahre gingen in der Bundesrepublik Deutschland die Absatzzahlen von Motorrädern deutlich zurück, da sich in Zeiten des Wirtschaftswunders immer mehr Familien einen Kleinwagen leisten konnten. Begünstigt wurde dieser Trend durch die Führerscheinregelung. Danach durften mit dem vor dem 1. Dezember 1954 erworbenen Führerschein der Klasse 4 nicht nur Motorräder, sondern Fahrzeuge bis 250 cm³ gefahren werden, also auch Autos wie das Goggomobil.
Diese Entwicklung lässt sich deutlich an der Anzahl der damals neu zugelassenen Fahrzeuge in Deutschland erkennen. Während sich in der Zeit von 1952/53 bis 1956/57 die Anzahl der neu zugelassenen Personenkraftwagen um das Siebenfache steigerte, reduzierte sich die Anzahl der Motorradzulassungen auf weniger als ein Drittel.
| Jahr    | Personenkraftwagen | Motorräder |
| ------- | ------------------ | ---------- |
| 1952/53 | 25.016             | 363.769    |
| 1956/57 | 174.958            | 105.646    |

Auch die Produktion von Mopeds, die Anfang der 1950er Jahre rasant stieg, fiel ab dem Jahr 1956 deutlich ab; 1958 konnte nur noch wenig mehr als die Hälfte der im Boomjahr 1955 hergestellten Fahrzeuge abgesetzt werden.

Auf- und Abwärtstrend der Produktion bei Mopeds in den 1950er Jahren

In der Folge mussten zahlreiche Zweiradhersteller Konkurs anmelden, darunter die Bismarck-Werke oder Hecker. Andere Hersteller stellten auf Automobilproduktion um. Von den 80 Herstellern, die 1952/1953 Motorräder produzierten, waren 1958 nur noch 17 in dieser Branche tätig.

### Das Ende der Express-Werke
Die Leitung der Express-Werke ließ sich von dem starken Marktwachstum Anfang der 1950er Jahre verleiten, große Investitionen in die Produktion zu tätigen, und berücksichtigte den Markttrend zum Automobil nicht. Teil der Investitionsoffensive war die Entwicklung des eigenen M52-Motors, für dessen Fertigung weitere Produktionsmittel, eine Vergrößerung des Personalbestands und neue Gebäudeteile erforderlich waren.
Anfangs ging die Strategie auf und die Nachfrage überstieg bei Weitem die Produktionskapazitäten. So erzielten die Express-Werke im Jahr 1955 den höchsten Umsatz der Unternehmensgeschichte. Aber bereits ein Jahr später machte sich die Trendumkehr im Zweiradmarkt deutlich bemerkbar, sodass von den 680 Beschäftigten 112 Arbeiter entlassen werden mussten. Zudem wurde Kurzarbeit angeordnet, um weitere Kündigungen zu vermeiden. Das Vertrauen der Beschäftigten in die Unternehmensleitung war geschwunden und es wird berichtet, dass es zu Diebstahl im großen Stil kam, indem Arbeiter und Angestellte Zweiradteile aus dem Werk schmuggelten. Zuhause wurden die Teile dann zu Fahrzeugen zusammengebaut, um sie deutlich unter Fabrikpreis zu verkaufen.
Im gleichen Jahr gab der leitende Direktor Victor Lentz auf einer Betriebsversammlung bekannt, dass er aus gesundheitlichen Gründen die Leitung des Unternehmens niedergelegt hat. Der Rücktritt war allerdings keine Entscheidung des Direktors selbst, sondern vom Aufsichtsrat beschlossen worden. Vorangegangen waren Konflikte mit dem Aufsichtsratsvorsitzenden Otto Essele.
Als Nachfolger wurde der juristische Berater des Unternehmens, Georg Gutmann, bestimmt. Trotz des sich abzeichnenden Abschwungs und entgegen dem Rat eines eingesetzten Unternehmensberaters leitete die Unternehmensleitung aber keinen Sparkurs ein, sondern orderte weit über den Bedarf Material für die Fertigung, was bei den Gläubigerbanken dazu führte, dass keine neuen Kredite mehr bewilligt wurden. Der Versuch von Gutmann, die weitere Finanzierung über Wechsel durchzuführen, scheiterte, sodass die Express Werke zahlungsunfähig wurden. Da die Hausbank den drohenden Konkurs verhindern wollte, ging sie auf die Suche nach einem Käufer. Das Angebot erreichte auch Odilo Burkart, der bereits die Victoria-Werke übernommen hatte. Da sich bei einer von Burkart eingesetzten Untersuchung weitere grobe Unstimmigkeiten herausstellten, musste Gutmann von seinem Posten zurücktreten und wurde durch Wilhelm Köhler ersetzt. Köhler leitete unter Erfüllung einiger Bedingungen die Übernahme der Express-Aktien durch Burkart ein, die dieser für knapp eine Million Mark erwarb.
Etwas später übernahm Burkart außerdem von der Auto Union GmbH die DKW-Zweiradfertigung. Diese drei Unternehmen, Victoria-Werke, Express-Werke und das Zweirad-Segment von DKW, wurden im November 1958 zur Zweirad-Union vereint und die Fertigung in Nürnberg zusammengelegt. Im Nachrichtenmagazin Der Spiegel wurde im Dezember 1958 ausführlich über die Geschehnisse in den Express-Werken und die Übernahme in die Zweirad-Union berichtet.
Die Betriebsanlagen der Express-Werke an der Holzgartenstraße wurden anschließend an das Elektrounternehmen Metzenauer & Jung verkauft. Zwar wurden in Neumarkt dann noch auf Basis von Restbeständen Zweiräder gebaut, was sich jedoch nicht als wirtschaftlich erwies. Daher beschloss die Geschäftsleitung, die Fertigung des Zweiradprogramms gegen eine Lizenzgebühr auf die Zweirad-Union zu übertragen, die dann auch den Markennamen „Express“ verwenden durfte.
Am 30. September 1959 wurde die Herstellung von Zweirädern in Neumarkt endgültig beendet.

## Unternehmensleiter und Firmennamen
| Zeitraum  | Leitung                                     | Firmenname                                                              |
| --------- | ------------------------------------------- | ----------------------------------------------------------------------- |
| 1884–1887 | Joseph und Adolf Goldschmidt, Eduard Pirzer | Velocipedfabrik Goldschmidt & Pirzer                                    |
| 1888–1897 | Joseph und Adolf Goldschmidt                | Velociped-Fabrik Neumarkt Gebrüder Goldschmidt                          |
| 1897–1899 | Jakob Goldschmidt                           | Express Fahrradwerke, Aktiengesellschaft vorm. Velocipedfarbik Neumarkt |
| 1899–1901 | Hans Schmidt                                | Express Fahrradwerke, Aktiengesellschaft vorm. Velocipedfarbik Neumarkt |
| 1901–1918 | Hans Schmidt                                | Express Fahrradwerke A.-G.                                              |
| 1918–1929 | Hans Schmidt                                | Expresswerke A.G. in Neumarkt Opf. bei Nürnberg                         |
| 1929–1956 | Victor Lentz                                | Expresswerke A.G. in Neumarkt Opf. bei Nürnberg                         |
| 1956–1958 | Georg Gutmann                               | Expresswerke A.G. in Neumarkt Opf. bei Nürnberg                         |
| 1958      | Wilhelm Köhler                              | Expresswerke A.G. in Neumarkt Opf. bei Nürnberg                         |
| 1958–1959 | Odlio Burkart                               | Expresswerke A.G. in Neumarkt Opf. bei Nürnberg                         |

## Fahrzeuge

### Fahrräder
Die Express-Werke bauten eine Vielzahl unterschiedlicher Fahrradtypen. Bis ins Jahr 1904 waren noch Hochräder erhältlich, die dann aber sehr schnell von den Sicherheitsniederrädern abgelöst wurden. Teil der Produktstrategie war es von Beginn an, Räder in hoher Qualität zu liefern. Im Angebot waren Gebrauchs- und Tourenräder, aber auch Sport- und Rennräder, die eine besondere Rolle in der Unternehmensstrategie spielten: Die Express-Werke traten bei zahlreichen Radsportveranstaltungen, beispielsweise der Deutschlandtour, als Sponsor auf und schickten dort eigene Mannschaften auf Express-Rädern ins Rennen. Von 1937 bis 1960 wurde ein fabrikeigenes Radsportteam unter dem Namen Express unterhalten.

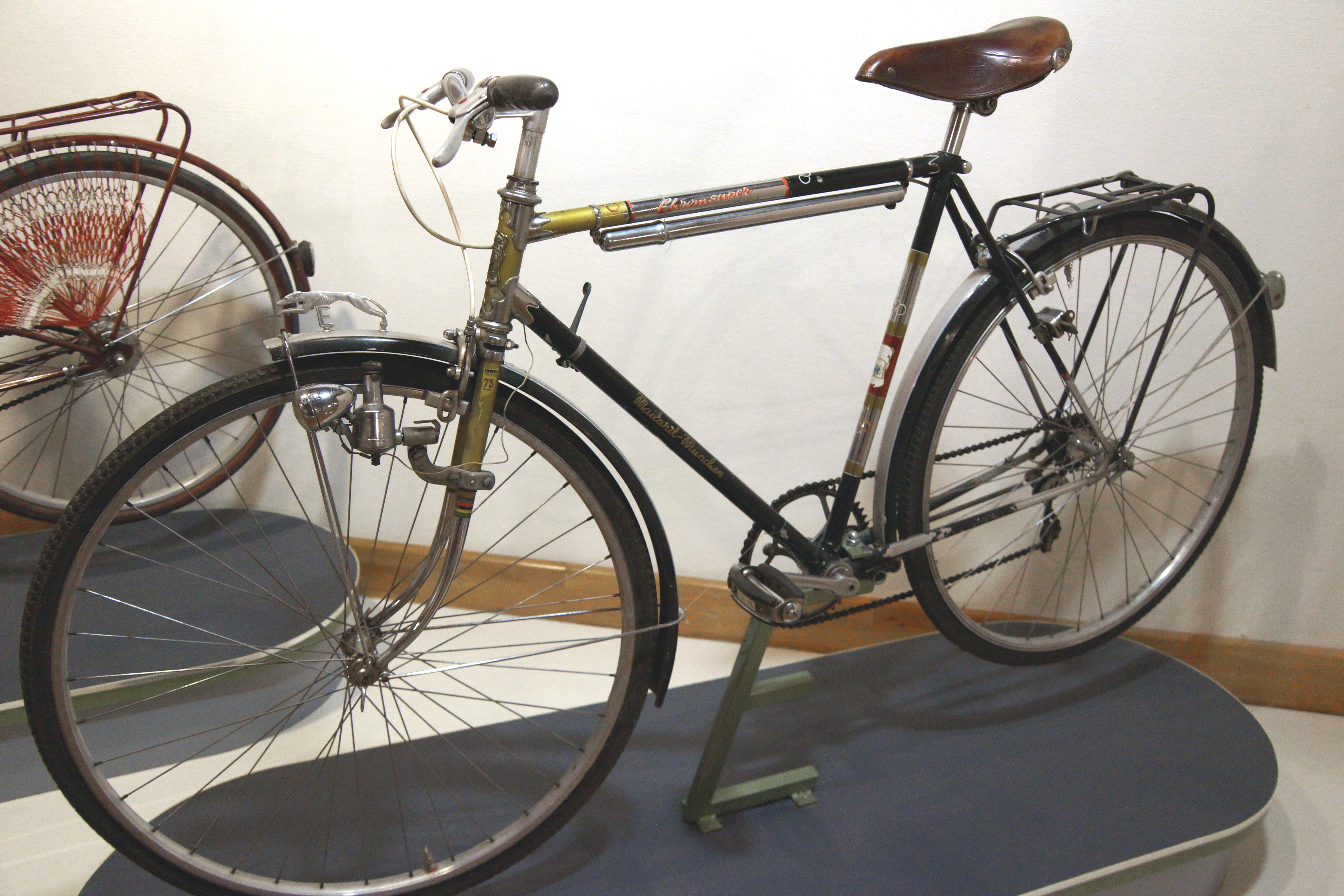
Exponat eines Express-Sportrads im Stadtmuseum Neumarkt

Während des Ersten und Zweiten Weltkriegs fertigten die Express-Werke auch spezielle Fahrräder für den Militäreinsatz.

### Motorfahrräder und Mopeds von 1930–1939
Die Express-Werke bauten die meisten Motorräder als Konfektionär, d. h. sie bezogen die Motoren von anderen Herstellern, vor allem von Fichtel & Sachs und Ilo. Eine Ausnahme bildeten die Mopeds mit dem Namen Radexi, die einen selbst entwickelten Zweitaktmotor mit dem Namen M 52 (später auch M 53 und M 54) hatten.
| Modell                               | Bauzeit   | Motor                     | Hubraum |
| ------------------------------------ | --------- | ------------------------- | ------- |
| Express S / SD / ST                  | 1930–1932 | Fichtel & Sachs           | 74 cm³  |
| Express S74 / SD 74 / SL 74 / SDL 74 | 1931–1934 | Fichtel & Sachs           | 74 cm³  |
| Express SL98 / SDL 98                | 1934–1936 | Fichtel & Sachs           | 98 cm³  |
| Express K100                         | 1935–1939 | Fichtel & Sachs / Ilo     | 98 cm³  |
| Express SL99 / SDL 99                | 1936      | Fichtel & Sachs           | 98 cm³  |
| Express K120                         | 1937      | Ilo                       | 118 cm³ |
| Express SL 102                       | 1937–1940 | Fichtel & Sachs           | 98 cm³  |
| Express SDL 103                      | 1937–1940 | Fichtel & Sachs           | 98 cm³  |
| Express Saxonette                    | 1938–1940 | Fichtel & Sachs Saxonette | 60 cm³  |

### Nachkriegsmodelle 1948–1958

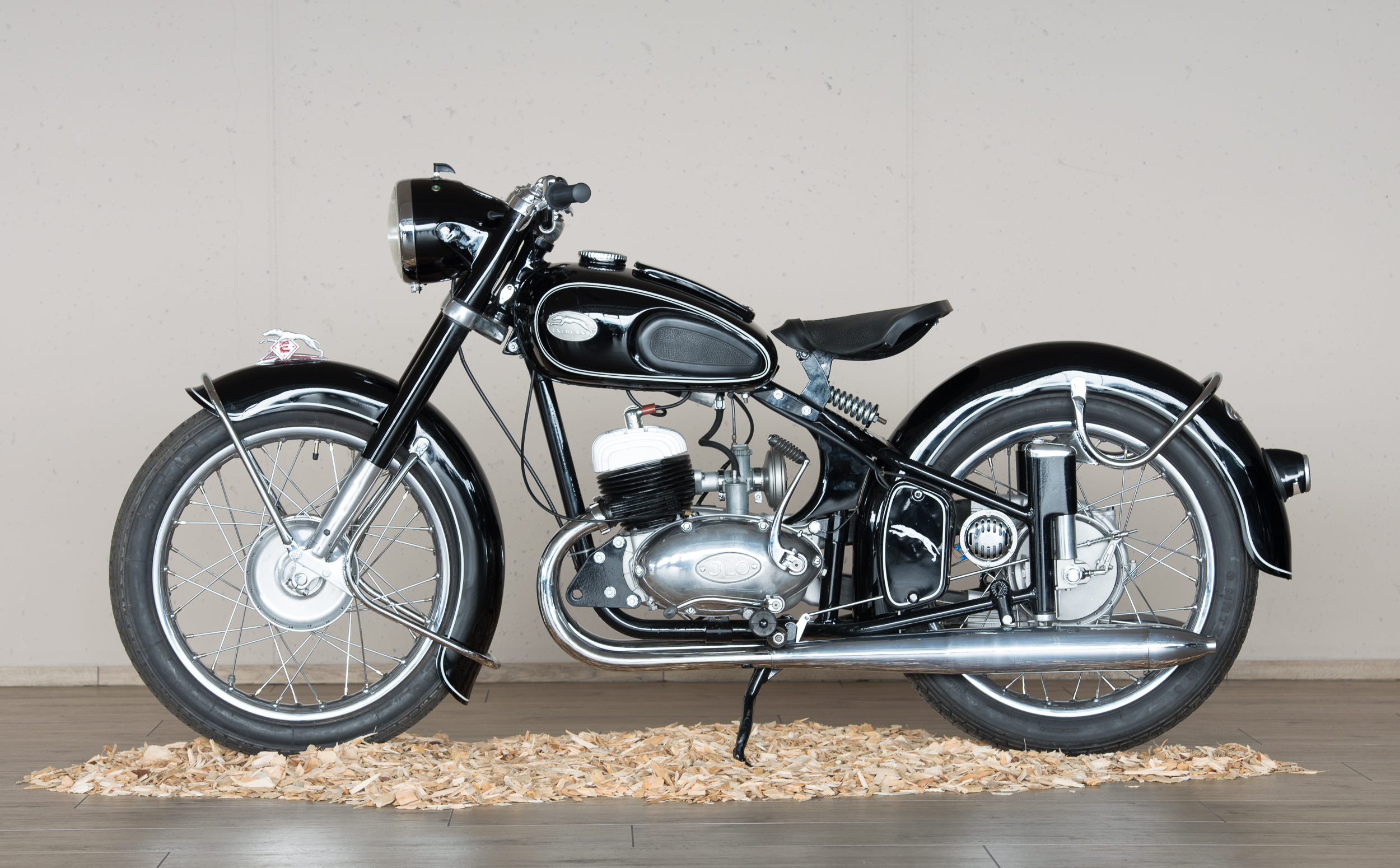
Express Radex 252

| Modell                      | Bauzeit   | Motor             | Hubraum | Varianten              |
| --------------------------- | --------- | ----------------- | ------- | ---------------------- |
| Radexi I                    | 1953–1954 | Express M52       | 49 cm³  |                        |
| Radexi II                   | 1954–1957 | Express M52 / M53 | 49 cm³  | Standard, Luxus        |
| Radexi III                  | 1957–1958 | Express M53 / M54 | 49 cm³  | Standard, Luxus, Sport |
| Radexi Super (Roller-Moped) | 1957–1958 | Express M53 / M54 | 49 cm³  |                        |

| Modell                                  | Bauzeit | Motor                    | Hubraum   |
| --------------------------------------- | ------- | ------------------------ | --------- |
| Radex 100 / 100B / 100N                 |         | Fichtel&Sachs            | 98 cm³    |
| Radex 101 / 102                         |         | Fichtel&Sachs            | 97 cm³    |
| Radex 125                               | 1948–?  | Ilo MG 125 E             | 123 cm³   |
| Radex 149 / 150 / 151 / 152 / 153 / 154 |         | Fichtel&Sachs            | 147 cm³   |
| Radex 174S / 175S / 176S                |         | Fichtel&Sachs            | 173 cm³   |
| Radex 175 / 176                         |         | Ilo MG 175 F             | 173 cm³   |
| Radex 200 / 201 / 202                   | 1952–?  | Ilo M200                 | 197 cm³   |
| Radex 250 / 251                         | 1952–?  | Ilo M250                 | 247,5 cm³ |
| Radex 252 / 253 / 255                   |         | Ilo M 2*125 (Twin Motor) | 244 cm³   |

### Modelle der Zweirad-Union
Nach der Übernahme durch die Zweirad-Union wurde die Marke Express für einige weitere Modelle verwendet, bei der hauseigene Motoren zum Einsatz kamen. Es entwickelte sich bald eine große Typenvielfalt mit vielen Modellbezeichnungen. Neben dem vorher schon verwendeten Modellnamen „Radexi“ gab es unter anderem die Modelle Kavalier, Carino und Aero. Dabei wurde teilweise das gleiche Modell unter verschiedenen Markennamen angeboten. Das Modell „Express Carino“ wurde z. B. auch als „Victoria Avanti“ oder „DKW Sport Violetta“ vertrieben.

## Express heute

### Express Interessengemeinschaft
Mit dem Ziel, eine Plattform für die Besitzer von Fahrzeugen der Express-Werke zu bieten, wurde im Jahr 1994 die Express-Interessengemeinschaft (kurz „Express-IG“) ins Leben gerufen. Sie bietet Hilfestellung zur Erhaltung der Express-Fahrzeuge und informiert die Mitglieder zwei bis dreimal im Jahr durch die IG-Zeitung E-Post.
Seit dem Jahr 1995 veranstaltet die Express-IG jährlich ein Mitgliedertreffen in Neumarkt, bei dem auch eine Teilnahme am Neumarkter Oldtimertreffen ein fester Bestandteil ist.

### Museen

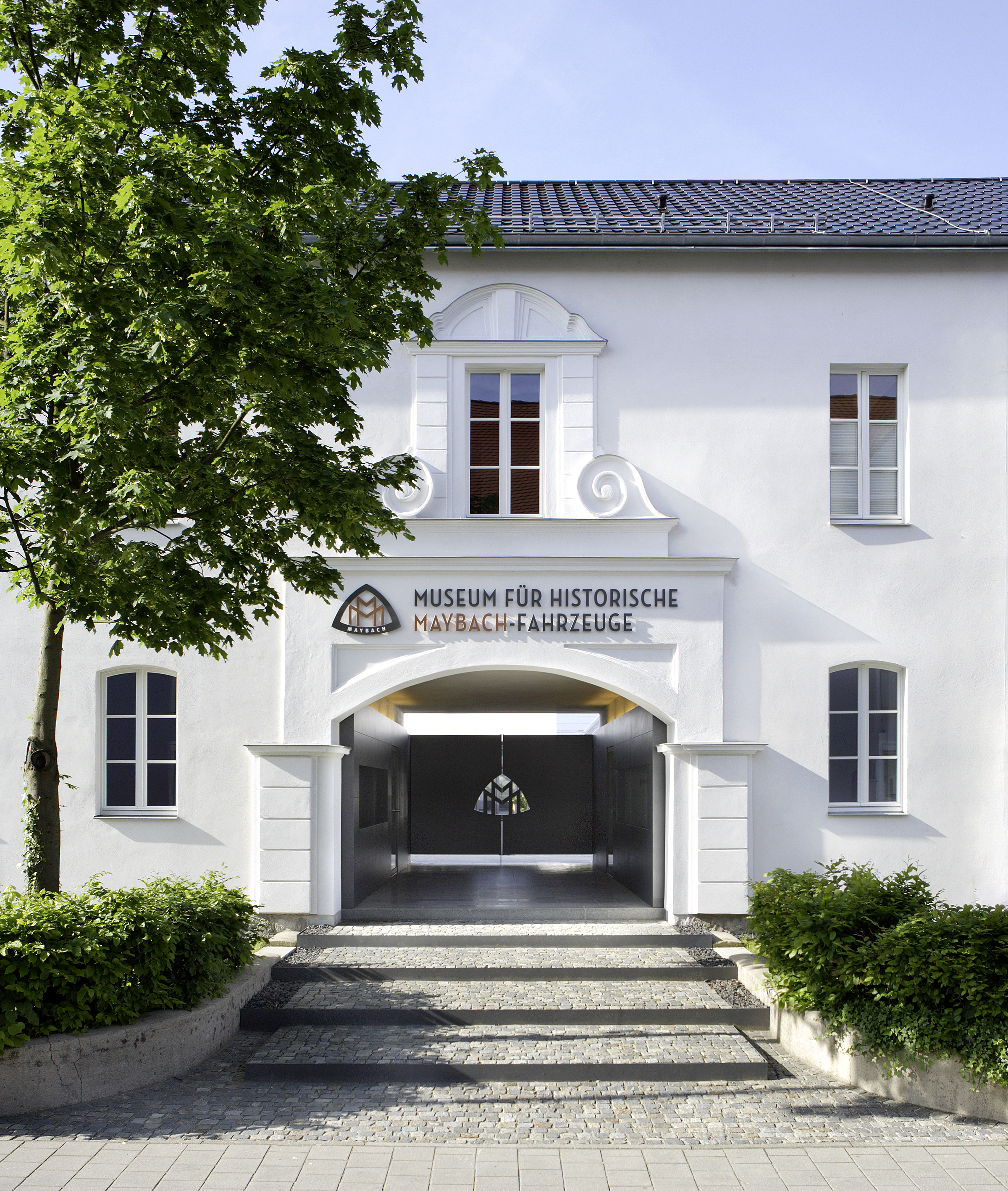
Ehemaliges Werkstor der Express-Werke, heute Eingangsbereich des Museums für historische Maybach-Fahrzeuge

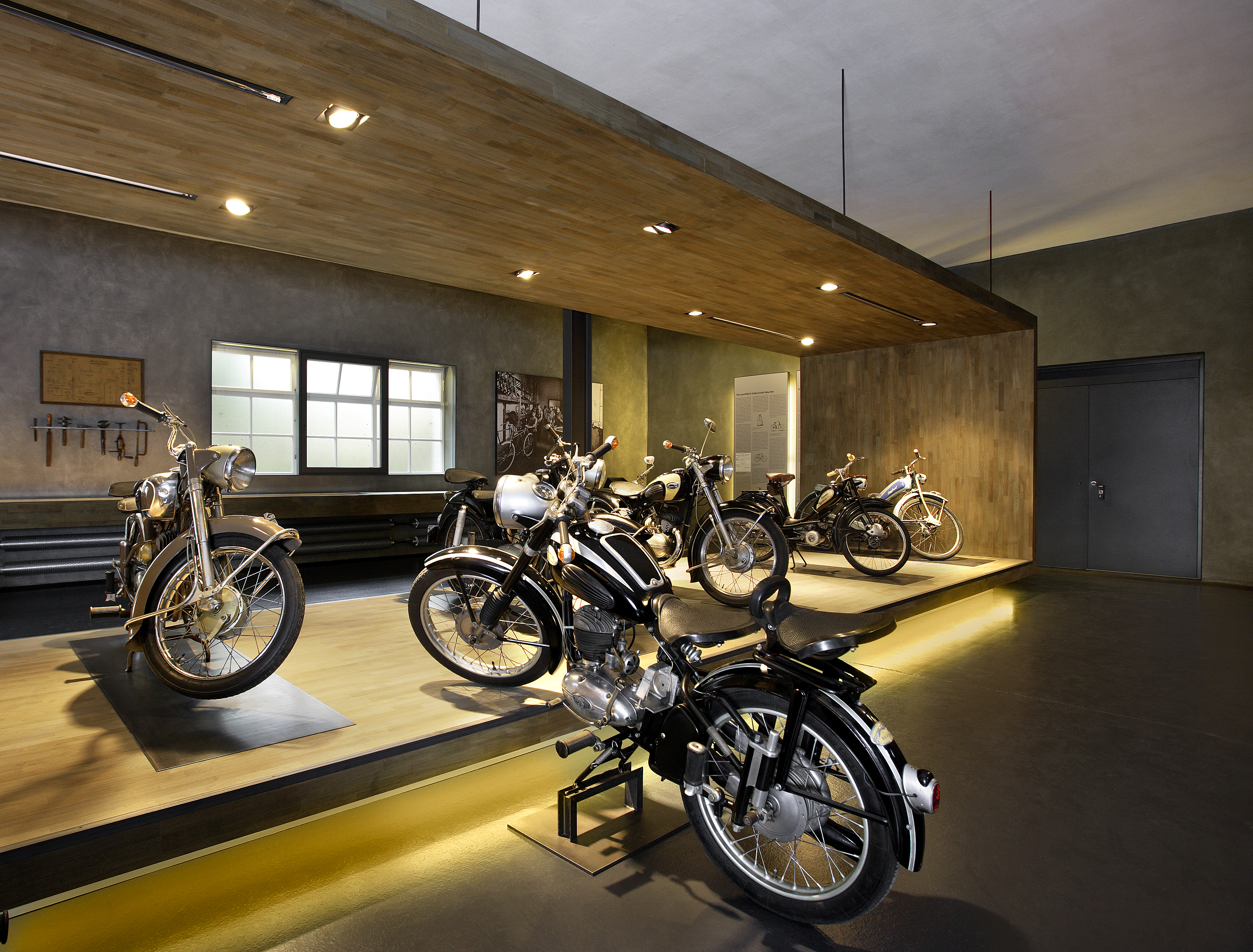
Motorräder der Marke „Express“

Exponate von Express sind unter anderem in folgenden Museen zu finden:
Stadtmuseum Neumarkt
Das Stadtmuseum Neumarkt in der Adolf-Kolping-Straße dokumentiert in einer eigenen Abteilung die Entwicklung der Express-Werke. Zu sehen sind neben zahlreichen Fahrrädern und Motorrädern auch Dokumente aus der Gründerzeit. Im Jahr 1998 fand zum Thema Express-Werke eine Sonderausstellung statt, zu der das Buch … auf den Hund gekommen … Express-Werke Neumarkt Pioniere der Zweiradindustrie entstand, in dem die Geschichte der Werke detailliert beschrieben ist.
Museum für historische Maybach-Fahrzeuge
Die Werksgebäude in Neumarkt sind in Teilen bis heute erhalten; hier befindet sich das 2009 eröffnete Museum für historische Maybach-Fahrzeuge, das neben Oldtimern der Marke Maybach auch Express-Fahrräder und Express-Motorräder ausstellt. Der Schwerpunkt der Ausstellung liegt auf den Produkten der 1950er Jahre.
Museum Industriekultur
Das Museum Industriekultur in Nürnberg zeigt in Dauerausstellungen die geschichtliche Entwicklung des Fahrrads und die Entstehung der Nürnberger Motorradindustrie auf.